# Damon sylviae
Damon sylviae is een soort zweepspin (Amblypygi). Hij komt voor in Namibië en mogelijk Angola.